# Guido Hegener
Guido Hegener (* 28. Dezember 1984 in München) ist ein ehemaliger deutscher Shorttracker.
Guido Hegener war von 1996 bis 2005 für den EHC Klostersee aktiv. Bei der deutschen Meisterschaft 2003 in Oberstdorf wurde er Deutscher Meister über 1000 m. Von 2000 bis 2004 war er Mitglied der Junioren-Nationalmannschaft und wurde in dieser Zeit bei den Juniorenweltmeisterschaften 2001, 2003 und 2004 eingesetzt. Seine beste Gesamtplatzierung war der 24. Platz bei der Juniorenweltmeisterschaft in Peking. Über die Distanzen 500 m, 1500 m und 3000 m hielt er zeitweise jeweils den deutschen Juniorenrekord. Von 2004 bis 2005 war er Mitglied der deutschen Nationalmannschaft und Soldat in der Sportfördergruppe der Bundeswehr in Bischofswiesen. Nach der Saison 2004/2005 beendete er seine Karriere. Hegener hält einen Master of Science in General Management der WHU – Otto Beisheim School of Management und ist beruflich als Internet-Unternehmer aktiv. 